# Шарабан

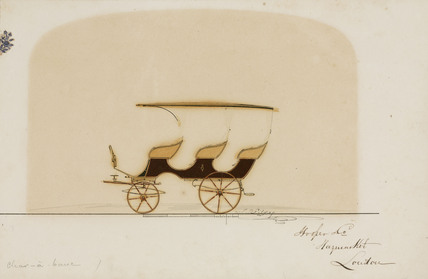
Шарабан виробництва лондонської компанії Hooper & Co, друга половина XIX століття.

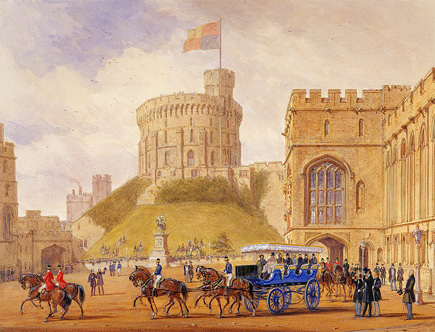
Шарабан у Вінздорському замку, Лондон, 1844 рік.

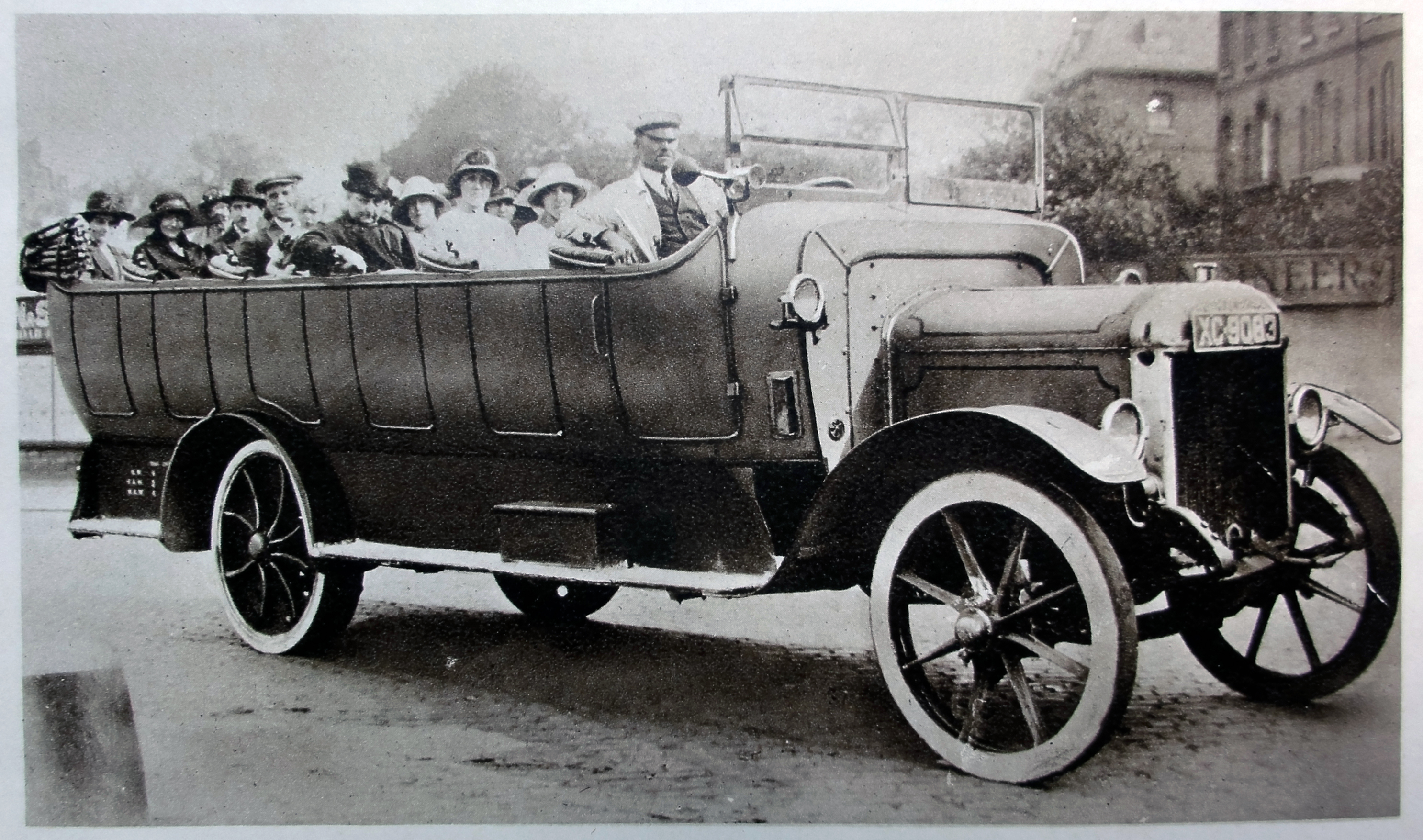
Моторний шарабан, 1924 рік.

Шараба́н (фр. char à bancs — «віз з лавами») — 4-колісний кінний екіпаж з декількома поперечними сидіннями або однокінний двоколісний екіпаж.

## Історія
Шарабан, як окремий вид екіпажу, з'явилися у Франції на початку XIX століття. Назва походить від французького char à bancs, що у перекладі означає «візок з лавками».

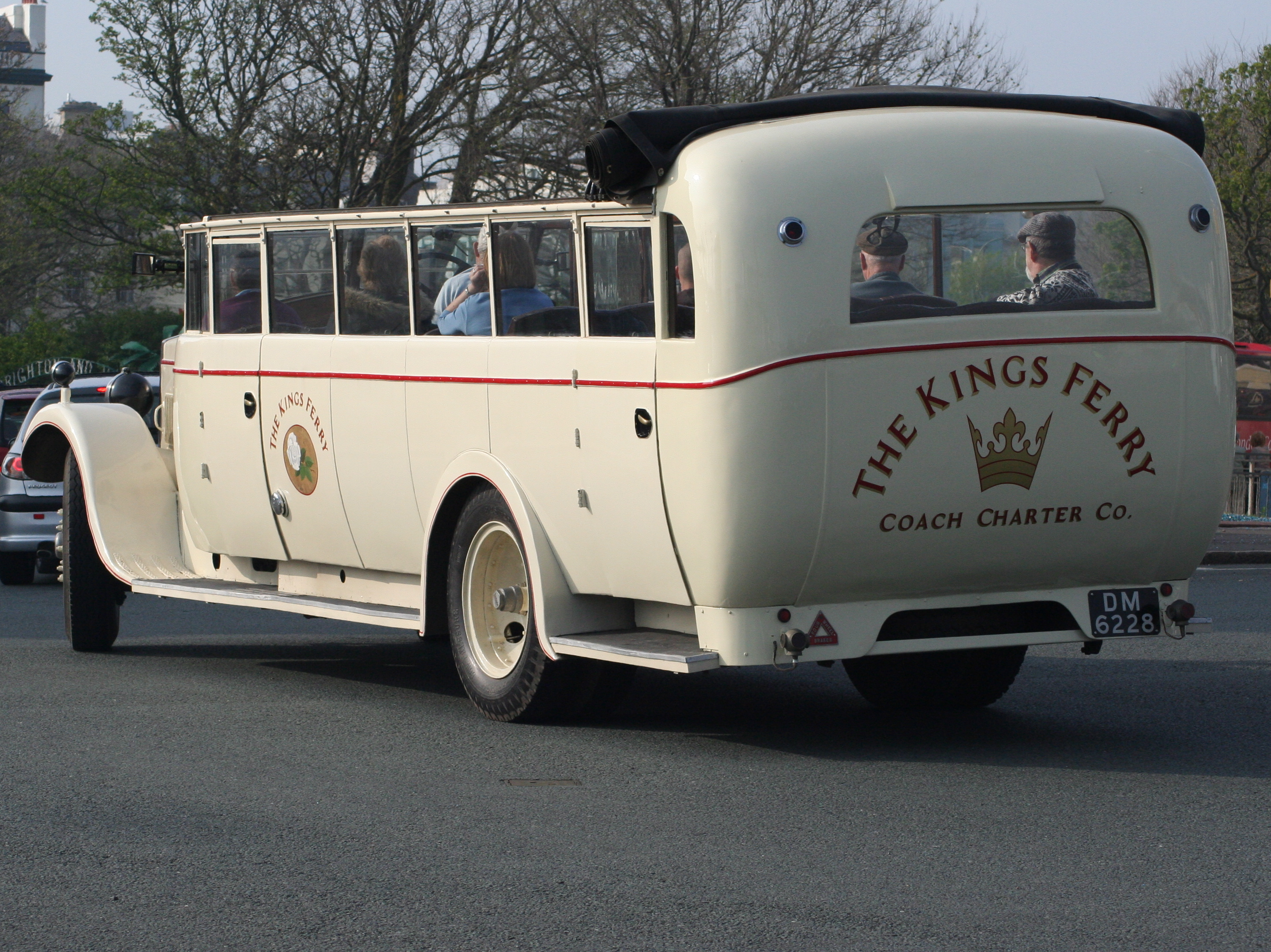
Автомобільний шарабан від White Rose Motor Services

На шарабані, як правило, всі сидять обличчям у напрямку руху. Хоча у Франції шарабанами називають також екіпажі із комбінованим напрямком розташування сидінь. Наприклад, буквою «П» спинами до бортів, тощо[джерело?].
На Британські острови подібний екіпаж вперше потрапив у 1844 році, коли король Луї-Філіпп I подарував екіпаж королеві Вікторії.
Знайшов широке застосування в Російській імперії, а, отже, і відображення в тогочасній літературі (М. Горький, Ф. М. Достоєвський тощо)
На початку XX століття з'явилися моторні шарабани. З 1920-х років вийшли із вжитку.
Шарабани використовувалися для прогулянок, заміських поїздок, полювання.

## У наш час
У наш час туристична компанія Wattwagenfahrten Werner Stelling у місті Куксгафен (Німеччина) розробила власний кінний екіпаж подібної будови з поперечними дерев'яними лавками, встановленими на кузові, так звані «Wattwagen» — водні вагони, що запрягаються двома кіньми для перетину водно-болотних угідь навколо острова Нойверк, з поділом на 3-4 пасажири на кожній з трьох лавок.
Щоб дістатися до «Вадденського моря» глибиною до 1,3 м, кінна карета має ходову частину з гумовими колесами і підвіску ходової частини з висотою піднятого корпусу до 1,75 м над землею. Оскільки можливе різке зростання рівня води під час припливів, високої води при поїздках на острів Нойверк уникати не вдається. Висота підняття кузова шарабана при цьому відіграє неабияку роль.